# Melese nebulosa
Melese nebulosa là một loài bướm đêm thuộc phân họ Arctiinae, họ Erebidae.